# Charlotte de Hanau-Lichtenberg
Charlotte, Contesă de Hanau-Lichtenberg (germană Charlotte Christine Magdalene Johanna von Hanau-Lichtenberg; 2 mai 1700 – 1 iulie 1726) a fost soția landgrafului Ludovic al IX-lea de Hesse-Darmstadt.

## Biografie
Charlotte a fost singurul copil care a atins vârsta adultă a ultimului conte de Hanau, Johann Reinhard III și a contesei Dorothea Friederike de Brandenburg-Ansbach. A fost deci singura moștenitoare a comitatului de Hanau.

## Căsătorie și copii
Primul bărbat care a cerut-o în căsătorie a fost prințul moștenitor și mai târziu Landgraful Wilhelm al VIII-lea de Hesse-Kassel. Planul a eșuat din motive de diferențe religioase între Wilhelm care era calvinist și Charlotte care era luterană.
Al doilea candidat a fost  prințul moștenitor și mai târziu Landgraful Ludovic al VIII-lea de Hesse-Darmstadt, care era luteran. Nunta a avut loc la 5 aprilie 1717.
Ludovic și Charlotte  au avut șase copii:
- Ludovic al IX-lea (1719–1790), Landgraf de Hesse-Darmstadt. S-a căsătorit în 1741 cu Prițesa Caroline de Zweibrücken  (1721–1774), au avut copii. În 1775 s-a căsătorit morganatic cu  Marie Adélaïde Cheirouze, numită contesă de Lemberg în 1775.
- Charlotte Wilhelmine Friederike (1720–1721)
- Georg Wilhelm (1722–1782). În 1748 s-a căsătorit cu Maria Louise Albertine de Leiningen-Falkenburg-Dagsburg  (1729–1818), au avut copii.
- Karoline Luise (1723–1783). În 1751 s-a căsătorit cu Karl Frederic, Mare Duce de Baden  (1728–1811), au avut copii.
- Auguste (1725–1742)
- Johann Friedrich Karl (1726–1746)